# ویندر سینگ
ویندر سینگ (انگلیسی: Vijender Singh؛ زادهٔ ۲۹ اکتبر ۱۹۸۵) بوکسور اهل هند است. از افتخارات وی می‌توان به کسب مدال برنز وزن Middleweight در بازی‌های المپیک تابستانی ۲۰۰۸ اشاره کرد.
او در فیلم برادر کسی عشق کسی بازی کرده‌است.